# Fukk Genetikk
Fukk Genetikk ist das fünfte Studioalbum des deutschen Hip-Hop-Duos Genetikk. Es erschien am 2. Dezember 2016 beim Düsseldorfer Independent-Label Selfmade Records. Das Album wurde als Standard-, Premium- und Amazon-Edition, inklusive Instrumentals, veröffentlicht.

## Hintergrund

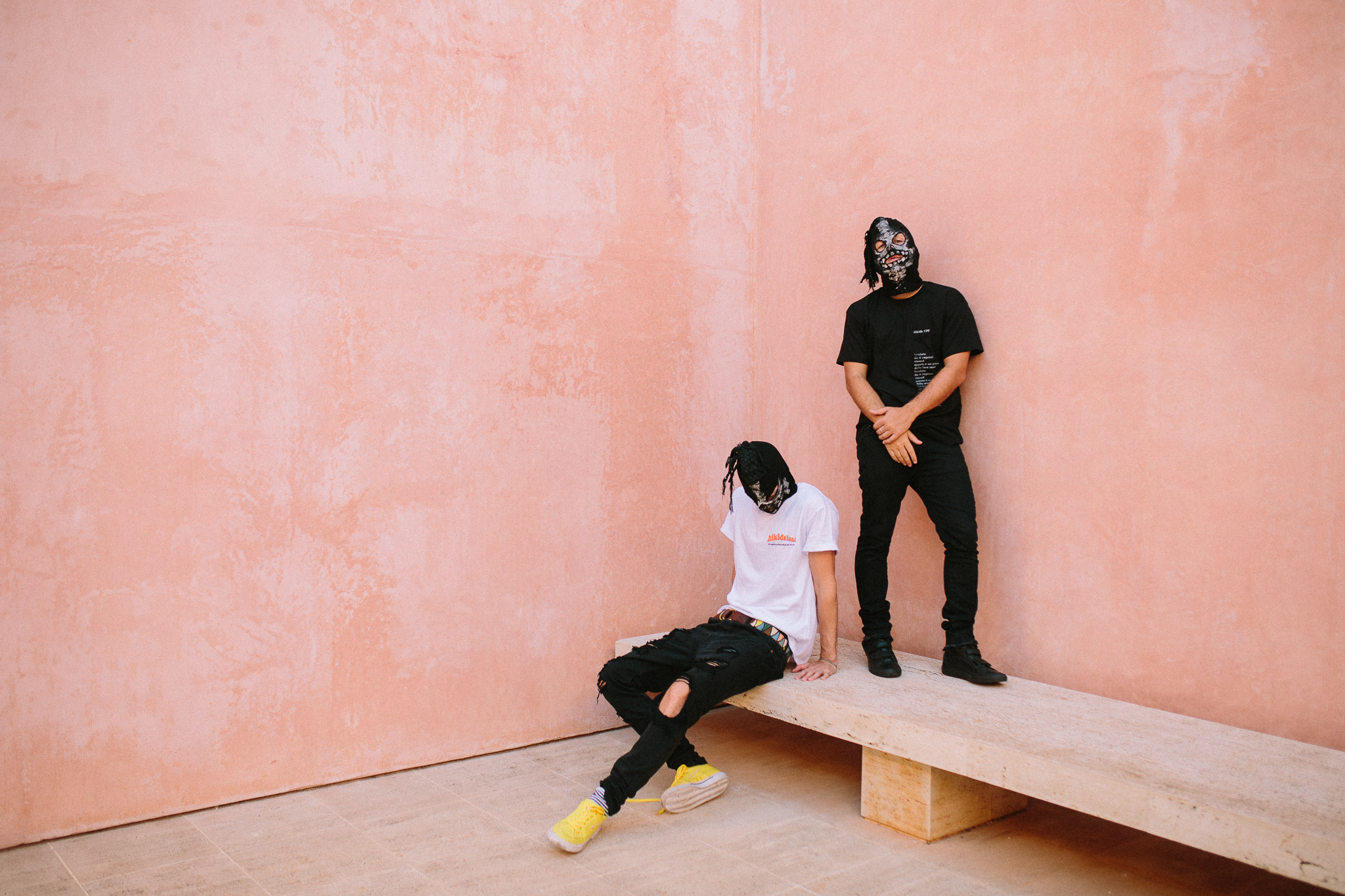
Sikk und Karuzo (2016)

Am 1. Oktober 2016 wurde das Album auf der offiziellen Facebook-Seite angekündigt. Zudem wurde der Veröffentlichungstermin festgelegt. Das Album sollte am 2. Dezember 2016 erscheinen. Auch das Cover wurde vorab bereitgestellt.
Der US-amerikanische Rapper A$AP Nast und die deutsche Sängerin Joy Denalane sind auf dem Album mit Gastbeiträgen vertreten.
Produziert wurde das Album, wie auch in anderen Genetikk-Werken üblich, vom Crew-Mitglied Sikk. Co-Produzenten waren Adam Feeney, Christian Kalla, Roberto Di Gioia und Samon Kawamura. Das Mastering der Lieder erfolgte durch Robin Schmidt von 24-96 Mastering aus Karlsruhe.
Themen der Texte sind vor allem das Straßenleben in den Favelas, Drogenkonsum, Sex und Geld. Außerdem werden gesellschaftskritische Themen, wie Armut und die Flüchtlingskrise angesprochen.

## Vermarktung
Bevor das vollständige Album am 2. Dezember erschien, wurden von Genetikk mehrere Singles vorab veröffentlicht. Als erste Single erschien Peng Peng am 14. Oktober mit dem dazugehörigen Musikvideo auf YouTube. Es folgten die Singles Jordan Belfort und Tote Präsidenten. Alle Singles waren auch einzeln erhältlich.

## Titelliste
| #  | Titel                        | Länge |
| -- | ---------------------------- | ----- |
| 1  | Intro                        | 1:22  |
| 2  | Peng Peng                    | 2:43  |
| 3  | Jordan Belfort               | 3:52  |
| 4  | Cash oder Liebe              | 3:48  |
| 5  | TeenSpirit                   | 3:28  |
| 6  | Fukk Genetikk                | 1:44  |
| 7  | Mata Cobra                   | 4:00  |
| 8  | Tote Präsidenten             | 3:15  |
| 9  | C’est la fukkin’ vie         | 3:19  |
| 10 | Trill                        | 3:25  |
| 11 | Goyard                       | 3:15  |
| 12 | Spicy Tuna                   | 2:41  |
| 13 | Diamant                      | 4:28  |
| 14 | Zombies (feat. A$AP Nast)    | 2:57  |
| 15 | Saint Laurent                | 3:09  |
| 16 | Luzifer (feat. Joy Denalane) | 4:31  |

## Rezeption
Das Album erhielt gemischte Kritiken. Der Rezensent vom Hip-Hop-Portal rap.de urteilt überwiegend positiv:

„Genetikk haben eine Sache sehr gut verstanden: Dass sie sich von ausgelatschten Rapfaden und vorherrschender Szenesturheit befreien müssen, wollen sie mehr als einfach nur ‚guter Deutschrap‘ sein. Ihr Album lässt sich in keine der gewohnten Sparten komplett und bequem einordnen. […] Und tatsächlich ist es so, dass viele Tracks nicht gleich ins Ohr gehen, sondern erst beim zweiten oder dritten Hören an Reiz gewinnen.“

Daniel Welsch vom Pop-Magazin Spex geht vielmehr auf den Inhalt der Texte ein:

„Jedenfalls blenden Genetikk die Realität auch auf ihrem fünften Album Fukk Genetikk meist aus oder überzeichnen sie zu einer bildgewaltigen und anspielungsreichen Fantasiewelt. […] Flüchtlingsboote und Grenzzäune sind hier nur Kulisse einer unterhaltsamen Traumwelt.“

Jan Kawelke vom Hip-Hop-Magazin Juice versucht, das Album in einen gesellschaftskritischen Kontext zu bringen:

„Generell geben sich G-N-Doppel-K auf »Fukk« gesellschaftskritisch. […] Das könnte funktionieren, würde das Kollektiv den eigenen Konflikt zwischen politischem Bewusstsein und Good Life auch ansprechen. Doch Karuzo vermeidet die thematische Vermischung.“

Benjamin Borowitza von MZEE schreibt in einer größtenteils positiven Kritik folgendes:

„Wer sich als eingeschworener GNKK-Fan nicht wirklich mit dem experimentellen Konzept von ‚Achter Tag‘ anfreunden konnte, wird sich mit ‚Fukk Genetikk‘ deutlich wohler fühlen. Kleinere Ausrutscher passieren, werden aber angesichts der übrigen hervorragenden Arbeit mehr als ausgebügelt. Die Jungs mit den stylischen Masken wissen eben immer noch, wie man ein stilvolles Gesamtpaket abliefert.“